# Mariä Heimsuchung (Glashütte)
Die römisch-katholische Filialkirche Mariä Heimsuchung befindet sich in Glashütte, einem Gemeindeteil von Kreuth im oberbayerischen Landkreis Miesbach. Das Bauwerk ist denkmalgeschützt. Die Kirchengemeinde gehört zum Pfarrverband Tegernsee-Egern-Kreuth im Dekanat Miesbach des Erzbistums München und Freising. Das Patrozinium fiel auf Mariä Heimsuchung, deren Fest am 2. Juli bereits seit dem 14. Jahrhundert von den Einwohnern gefeiert worden ist.

## Lage
Das Gotteshaus steht nahe der Bundesstraße 307, die sich aus einem früheren Handelsweg entwickelt hat. Die Adresse lautet Glashütte 30, einen Straßennamen trägt der Verkehrsweg nicht. Es zeigt mit seiner Hauptachse in Nord-Süd-Richtung, das heißt, es nicht geostet. Östlich dicht neben der Kirche steht der Gasthof Glashütte (Nummer 28), der ebenfalls im Jahr 1698 fertiggestellt wurde. Das Kirchengelände wird von einer steinernen Kirchenmauer umgeben, an deren Innenseiten der Kirchhof erhalten ist, auf welchem bedeutende Persönlichkeiten der Ortschaft begraben sind.

## Geschichte
Die barocke Saalkirche wurde 1698 vom Abt des Klosters Tegernsee, Bernhard Wenzl gestiftet, weil sich an dieser Stelle zahlreiche Menschen angesiedelt hatten, die eine Gottesdienststätte benötigten. Die Kirchweihe nahm der Freisinger Bischof Johann Franz Eckher von Kapfing im Jahr 1700 vor. Und er bestimmte auch den Namen des Gotteshauses: „zur Verehrung der allerseeligisten Himmelskönigin, Jungfrauen und Mutter Gottes Mariae“ und schloss dabei ausdrücklich „die an einem so wildten Orth Durchreisenten“ mit ein.
Wann und wie oft schon Renovierungen erfolgten, ist nicht überliefert. Die letzte Innensanierung ließ das Kirchenamt in den Jahren 2010er Jahren vornehmen. Dazu heißt es: „Die Raumschale der kleinen Filialkirche in Glashütte (Kreuth) wurde instandgesetzt und retuschiert.“
In den gleichen Jahren finanzierten das Staatliche Bauamt Rosenheim und das Erzbischöfliche Ordinariat eine Außeninstandsetzung, bei der unter anderem der Außensockel um die Kirche sowie der Innensockel im Altar- und im Vorraum, die Elektroleitungen und Lampen erneuert wurden. Die Pläne stammten vom  Architekturbüro Pongratz aus München. Bedeutungsvoll waren auch neue liturgische Orte, angefertigt von der Familie Larasser–Bergmeister: ein neues Ambo, ein neuer Tabernakel, ein neuer Osterleuchter, neue Sedilien und eine neue Kredenz. Durch die Entfernung des alten Tabernakels am Hochaltar ist nun der Anfang eines alten Mariengebetes wieder zu lesen: „Unter deinen Schutz und Schirm fliehen wir, heilige Gottesgebärerin.“ Abt Wenzel hatte es beim Bau der Kirche in deutscher Sprache anbringen lassen, um zu ermuntern, sich hier dem göttlichen Schutz anzuvertrauen. – Den Abschluss aller Arbeiten feierte die Gemeinde am 3. Adventsonntag im Dezember 2019.

## Außenarchitektur
Das dreiachsige Kirchengebäude besteht aus dem mit einem Satteldach abgeschlossenen Langhaus, dem eingezogenen, halbrund geschlossenen Chor im Norden (Radius etwa 5,50 m) und dem Giebelreiter mit quadratischem Grundriss über der Fassade im Süden, dessen spitzer Helm im Jahr 1850 eine anfangs aufgesetzte Zwiebelhaube ersetzte. Westlich des Chores ist eine Sakristei angebaut. Der südliche Giebel mit seinem rundportal wies bis zu einem späteren Umbau jahrelang einen dreifachen Treppengiebel auf. Auf der Turmspitze erhebt sich über einem Turmknauf ein metallenes Kreuz. Seit den letzten Renovierungsarbeiten strahlt die Fassade wieder in reinem weiß, alle Kanten und Einfassungen (Fenster, Portal) sind beige abgesetzt.

## Innenarchitektur
Die Saalkirche erhält von beiden Längsseiten durch je zwei hohe nicht farbig gestaltete Rundfenster Tageslicht. Zusätzlich gibt es an den Längsseiten auch höher angeordnete kleine Rundfenster. Die Wände und die leicht gewölbte Decke sind mit zartblauer Farbe flächig ausgemalt. Unterbrochen werden die Flächen durch plastische Stütz- und Zierrippen, die weiß sind und mit einem beigen Streifen hervorgehoben. In manchen Flächen sind auch in hellgrauer Farbe Ornamente aufgemalt.

## Ausstattung

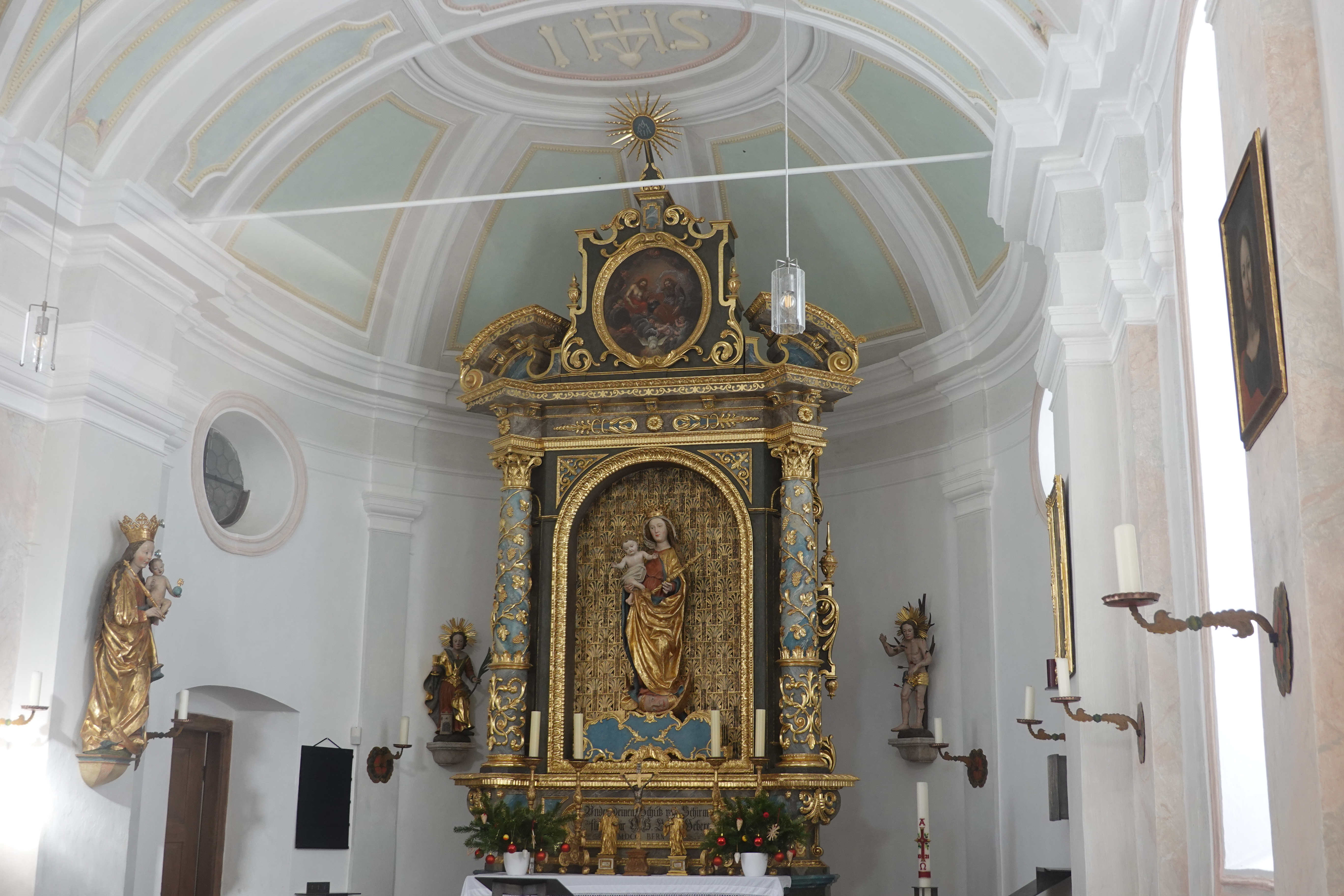
Hochaltar in der Apsis

Zur Kirchenausstattung gehört ein um das Jahr 1660 gebauter Hochaltar. Anstelle eines gemalten Altarretabels steht dort eine spätgotische Skulptur der Kirchenpatronin, der Gottesmutter mit dem Christkind auf dem rechten Arm. Die geschnitzte, bunt bemalte und vergoldete Figur ist vor einem fein ornamental ausgeführten geschnitzten Halbkreisfeld aus naturbelassem Holz angeordnet. Beiderseits des Altars sind an den Chorwänden Konsolen montiert, auf denen je eine Christenfigur Platz fand.
Sechs Reihen hölzerne Kirchenbänke, unterbrochen durch einen mit roten und weißen Granitplatten belegten Mittelgang, laden die Besucher zur Andacht und zum Betrachten ein. Über der Eingangsseite zieht sich eine schmale Empore von einer Längswand zur anderen.
Im Glockenstuhl des Giebelreiters hängen zwei Kirchenglocken.